# The Girl of the Grove
The Girl of the Grove è un cortometraggio muto del 1912 diretto da George Nichols.

## Produzione
Il film, girato in Florida, fu prodotto dalla Thanhouser Film Corporation.

## Distribuzione
Distribuito dalla Motion Picture Distributors and Sales Company, il film - un cortometraggio di una bobina - uscì nelle sale cinematografiche USA il 5 aprile 1912.